# Verwaltungsgemeinschaft Barchfeld

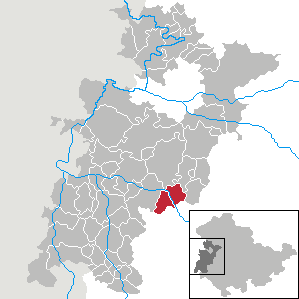
Lage der ehemaligen Verwaltungsgemeinschaft im Wartburgkreis

In der Verwaltungsgemeinschaft Barchfeld im thüringischen Wartburgkreis waren die Gemeinden Barchfeld und Immelborn mit den Ortsteilen Übelroda, Ettmarshausen und Hauenhof zur gemeinsamen Erledigung ihrer Verwaltungsgeschäfte zusammengeschlossen.
Sitz der Verwaltungsgemeinschaft war Barchfeld.

## Geschichte
Die Verwaltungsgemeinschaft wurde am 30. Juni 1994 gebildet. Am 3. November 2011 unterzeichneten die Bürgermeister beider Gemeinden einen Vertrag über die Eingliederung Immelborns nach Barchfeld im Jahr 2012. Die neue Gemeinde trägt den Namen Barchfeld-Immelborn. Mit dem Vollzug der Eingliederung am 31. Dezember 2012 wurde die Verwaltungsgemeinschaft aufgelöst.

### Einwohnerentwicklung
Entwicklung der Einwohnerzahl:
| - 1995 – 5461 - 2000 – 5461 - 2005 – 5193 - 2010 – 4854 - 2011 – 4792 |

 Datenquelle: ab 1994 Thüringer Landesamt für Statistik – Werte vom 31. Dezember